# 城陽市立南城陽中学校
城陽市立南城陽中学校（じょうようしりつ みなみじょうようちゅうがっこう）は、京都府城陽市にある公立中学校。学校給食センター方式による給食を採用している。略称は「南城中」、「南中」だったが、今では「南城（なんじょう）」と呼ばれている。

## 概要
城陽市の南部にある中学校で、校区には青谷梅林などの名所がある。1979年に市内3番目の中学校として、前年には生徒数が1697名に達し、マンモス校となっていた城陽中学校より分離・開校した。
城陽市立の小中学校は、教室の窓が南を向くよう、東西方向に長く校舎をレイアウトしているが、本校だけが45度東向きにずれてレイアウトされている。

## 沿革
- 1979年（昭和54年）4月 - 城陽市立南城陽中学校開校
- 1979年（昭和54年）12月 - 校旗・生徒会旗を発表
- 1980年（昭和55 年）3月 - 校歌を制定。通学路整備事業が完成
- 1983年（昭和58年）5月 - 南校舎6教室の増築工事完成
- 1986年（昭和61年）5月 - 校舎増築工事完成
- 1987年（昭和62年）3月 - 図書室にエアコンを設置
- 1987年（昭和62年）4月 - 新入生より通学区域が変更となり、今池小学校の校区が西城陽中学校の通学区域となる
- 1998年（平成10年）4月 - 焼却炉廃止に伴いシュレッダー設置
- 1999年（平成11年）3月 - インターネット環境を整備
- 2001年（平成13年）9月 - 大規模改造工事（その1）及び耐震補強工事が完成
- 2002年（平成14年）3月 - 防犯システムを設置
- 2002年（平成14年）9月 - 大規模改造工事（その2）及び耐震補強工事が完成
- 2003年（平成15年）9月 - 南校舎大規模改造工事が完成
- 2008年（平成20年）8月 - シャワー設備工事が完成
- 2008年（平成20年）11月 - 下水道に接続

## 主なデータ
- 敷地面積：28,155㎡（市立中学校第4位）
- グラウンド面積：15,674㎡（市立中学校第3位）

## 部活動
体育系
- 野球部
- ソフトテニス部（男・女）
- ソフトボール部
- バスケットボール部（男・女）
- バレーボール部
- サッカー部
- 卓球部
- 柔道部
- 陸上競技部

文化系
- 吹奏楽部
- 美術部

## 通学区域
公立学校選択制が導入されていないため、この2校の小学校区在住の場合、市立中学校への進学は原則南城陽中学校となる。
- 城陽市立青谷小学校（全域）
- 城陽市立富野小学校（全域）

## 交通
- JR奈良線 山城青谷駅下車 北へ約800m
- JR奈良線 山城青谷駅または長池駅から城陽市乗合タクシー たつみ畑停留所下車すぐ

## 通学区域が隣接している学校
- 城陽市立西城陽中学校
- 城陽市立城陽中学校
- 宇治田原町立維孝館中学校
- 井手町立泉ヶ丘中学校
- 京田辺市立培良中学校
- 京田辺市立田辺中学校